# Franz Leppmann
Franz Leppmann (* 4. November 1877 in Berlin; † 14. März 1948 in London) war ein deutscher Journalist und Publizist.

## Leben
Der Sohn des Kaufmanns Jakob Leppmann legte 1896 auf dem Luisenstädtischen Gymnasium Berlin sein Abitur ab. Er studierte zunächst Rechtswissenschaften an der Friedrich-Wilhelms-Universität in Berlin und in Paris. 1898 wechselte er in München die Studienfächer und begann ein Studium der Philosophie und Philologie. Ab 1899 setzte er sein Studium in Berlin fort, wo er 1902 bei Erich Schmidt mit einem Vergleich verschiedener Fassungen von Gottfried Kellers Der grüne Heinrich promoviert wurde. Seine erste Ehefrau Margarathe war die Tochter des Goethe-Biographen Albert Bielschowsky; sie starb 1920 im Alter von 40 Jahren.
Nach kurzer Lehrtätigkeit wurde Leppmann Feuilletonist beim Ullstein-Verlag und Theaterkritiker der Vossischen Zeitung. Er veröffentlichte 1916 die erste Biographie Thomas Manns. Während der Weimarer Republik arbeitete er ferner als Übersetzer und Redakteur für den Ullstein-Verlag sowie als verantwortlicher Herausgeber für den Propyläen-Verlag. Außerdem war er Dozent an der Lessing-Hochschule zu Berlin und Sprecher im Rundfunk. 1933 musste der evangelisch getaufte Leppmann auf Grund seiner jüdischen Herkunft seine Stellung aufgeben. Er folgte mit seiner zweiten Ehefrau, der als Ida Orloff bekannten Burgschauspielerin, dem gemeinsamen, 1922 in Berlin geborenen Sohn Wolfgang Leppmann nach Florenz und unterrichtete dort bis 1938 am Landschulheim Florenz. Nach der Trennung von seiner Ehefrau flohen Vater und Sohn 1938 vor weiterer Verfolgung nach London. Hier heiratete Franz Leppman zum dritten Mal und arbeitete beim Rundfunk, als Essayist, Übersetzer, Literaturhistoriker und Lehrer.
Am 9. Januar 1948 erhielt Leppmann die britische Staatsbürgerschaft.
In einem Nachruf erinnerte Kurt Pinthus an einen „immer freundlichen, rundlichen Mann, der ein eifriger Premieren-Besucher und eine wandelnde Enzyklopädie war“.

## Schriften (Auswahl)
- Mensch und Dichter. Sassenbach, Berlin; Paris 1899.
- Gottfried Kellers "Grüner Heinrich" von 1854/5 und 1879/80. E. Ebering, Berlin 1902.
- Kater Murr und seine Sippe. Von der Romantik bis zu V. Scheffel und G. Keller. Beck, München 1908.
- Thomas Mann. A. Juncker, Berlin/Charlottenburg 1916?
- Mirabeau. Der Führer der französischen Revolution. Ullstein, Berlin 1919.
- 1000 Worte Deutsch. Ein Sprachführer für Nachdenkliche. Ullstein, Berlin 1930.